# Roncus almissae
Espèce
Roncus almissae est une espèce de pseudoscorpions de la famille des Neobisiidae.

## Distribution
Cette espèce est endémique de Croatie. Elle se rencontre vers Podašpilje.

## Description
Le mâle holotype mesure 3,09 mm et la femelle paratype 4,00 mm.

## Publication originale
- Ćurčić, Rađa, Ćurčić & Ćurčić, 2010 : On Roncus almissae n. sp., R. krupanjensis n. sp., and R. radji n. sp., three new pseudoscorpions (Pseudoscorpiones, Neobisiidae) from Croatia and Serbia, respectively. Archives of Biological Sciences, vol. 62, no 2, p. 503-513.